# Monetita
La monetita és la forma mineral de l'hidrogenfosfat de calci, i per tant, pertany a la classe dels minerals fosfats. Va ser descoberta a l'illot Monito, Mayagüez, Puerto Rico i rep el seu nom d'aquest illot.

## Característiques
La monetita és un fosfat de fórmula química Ca(HPO₄). Cristal·litza en el sistema triclínic en cristalls euèdrics de fins a 7 cm, típicament agregats en crostes. És blanca, groga o incolora. La seva duresa a l'escala de Mohs és 3,5 i la seva densitat 2,929 g/cm³.
Segons la classificació de Nickel-Strunz, la monetita pertany a «08.AD - Fosfats, etc. sense anions addicionals, sense H₂O, només amb cations de mida gran» juntament amb 29 minerals més, entre els quals es troben: archerita, monazita-(Sm), nahpoïta, xenotima-(Y), xenotima-(Yb) i ximengita.

## Formació i jaciments
La monetita es forma com a revestiments i ciments resultat de la fosfatització de les roques sedimentàries induïda pel guano i també com a revestiment en minerals fosfats de pegmatites granítiques.
Existeixen jaciments de monetita a l'illot Monito, Puerto Rico; Ceru Colorado, Aruba; Watling, Bahames; Los Monjes, Veneçuela; Califòrnia; Àtica, Grècia; Aggtelek, Hongria; Illes Fènix, Kiribati; Usakos, Namíbia; Illa de l'Ascensió; Rio Grande do Norte, Brasil; Cocklebiddy Roadhouse, Austràlia; i Borneo, Malàisia.